# O nauce chrześcijańskiej
O nauce chrześcijańskiej (łac. De doctrina christiana) – dzieło teologiczne i filozoficzne Augustyna z Hippony, będące wprowadzeniem do czytania Pisma Świętego i samego chrześcijaństwa. Jest jednym z dzieł, które w sposób zasadniczy wpłynęły na kształtowanie się kultury i umysłowości zachodniej. Augustyn omawia w swej pracy stosowanie analizy semantycznej do interpretacji Biblii. Odwołuje się szczególnie do logiki stoików i Arystotelesa. Jednym z istotnych tematów dzieła jest rozumienie sakramentu jako znaku.
Zasadnicza część dzieła, czyli pierwsze dwie księgi i część trzeciej, powstała w latach 395-396, a więc tuż po tym jak Augustyn został biskupem Hippony. Pozostała część trzeciej i czwarta księga zostały dodane kilka lat przed śmiercią w latach 426-427. Autor napisał je prawdopodobnie z wykorzystaniem notatek i brudnopisów z wczesnych lat.

## Wydania krytyczne i tłumaczenia
Łaciński tekst dzieła De doctrina christiana został wydany w następujących seriach:
- Corpus Christianorum (series latina) 32
- Corpus Scriptorum Ecclesiasticorum Latinorum 80, wyd. G. M. Green /1963/;
- Bibliothèque augustinienne (BA) 11/2 : La doctrine chrétienne; wydanie, wstęp i komentarze: M. Moreau i I. Bochet, Paryż 1997 r.

Polskie wydanie wyszło w przekładzie Jana Sulowskiego: 
- wydanie pierwsze: O nauce chrześcijańskiej. Sprostowania, Warszawa 1979 ATK PSP 22, s. 17-134.
- wydanie drugie, polsko-łacińskie: Warszawa 1989 IW Pax, s. 285, ISBN 83-211-1011-8.